# Galina Wladimirowna Semjonowa
Galina Wladimirowna Semjonowa (russisch Галина Владимировна Семёнова; * 24. August 1937 in Smolensk; † 19. November 2017) war eine sowjetische Journalistin und Politikerin der Kommunistischen Partei der Sowjetunion (KPdSU), die als einzige Frau neben Jekaterina Furzewa Vollmitglied des Politbüros der KPdSU war.

## Leben
Nach dem Schulbesuch studierte sie Journalistik an der Nationalen Iwan-Franko-Universität Lemberg und schloss dieses Studium 1959 ab. Darüber hinaus promovierte sie zum Doktor der Philosophie.
1963 wurde sie Abteilungsleiterin bei Комсомольская искра (Komsomol-Funke), der Zeitung des Jugendverbandes Komsomol der Ukrainische SSR, ehe sie anschließend literarische Mitarbeiterin, Abteilungsleiterin sowie verantwortliche Redakteurin von Комсомольская жизнь (Komsomol-Leben), einer Zeitschrift des Jugendverbandes, wurde. Schließlich war sie von 1974 bis 1981 Chefredakteurin von Komsomol-Leben und wechselte dann nach dem Absolvieren der Akademie der Sozialwissenschaften der UdSSR zwischen 1981 und 1990 als Chefredakteurin zum Magazin Крестьянка (Landfrau), einer 1922 gegründeten Frauenzeitschrift.
Ende der 1980er-Jahre übernahm sie dann zunehmend politische Aufgaben und war zwischen 1989 und 1991 Mitglied im Volksdeputiertenkongress. 1990 wurde sie nicht nur Mitglied des Zentralkomitees (ZK) der KPdSU, sondern am 14. Juli 1990 auch ZK-Sekretärin für Familien, Frauen und Bevölkerungspolitik. Darüber hinaus wurde sie am 14. Juli 1990 auch Mitglied des Politbüros der KPdSU und war damit nach der ehemaligen Kulturministerin Jekaterina Furzewa in der 74-jährigen Geschichte dieses Gremiums erst das zweite weibliche Vollmitglied.
Galina Semjonowa gehörte dem Sekretariat des ZK sowie dem Politbüro bis zur Auflösung dieser Gremien am 24. August 1991 an. Zur Zeit der Sowjetunion wurde sie für ihre beruflichen und politischen Verdienste mehrfach ausgezeichnet und erhielt unter anderem das Ehrenzeichen der Sowjetunion und den Orden der Völkerfreundschaft.
Nach dem Zusammenbruch des Kommunismus und der Auflösung der Sowjetunion war sie Vize-Vorsitzende der Gesellschaft Atlantis, Redakteurin bei Zeitschriften sowie Vize-Vorsitzende des Forschungsvereins Frauen und Entwicklung (Женщины и развитие).